# Дани Даниълс
Дани Даниълс (на английски: Dani Daniels) е американска порнографска актриса, режисьор на порнографски филми и художник, използващ техниката поантилизъм.

## Ранен живот
Родена е на 23 септември 1989 г. в окръг Ориндж, щата Калифорния), САЩ. Тя е от чешки, германски и английски произход.
В гимназията се занимава с редица спортове, сред които волейбол, софтбол, футбол, лека атлетика, американски футбол, голф и тенис.
В периода от 2007 г. до 2009 г. посещава художествено училище – Института по изкуствата на Калифорния в Сан Диего, но не го завършва.

## Кариера
Най-напред започва да работи като стриптизьорка, за да изплаща таксата в художественото училище. Дебютира като актриса в порнографската индустрия през януари 2011 г., когато е на 21-годишна възраст, като се присъединява към агенцията „OC Modelling“. Заимства първото име в псевдонима си от това на бившото ѝ гадже като акт на отмъщение срещу него. Първата ѝ сцена е за компанията „Reality Kings“. Първоначално се снима само в лесбийки сцени, но по-късно започва да участва в сцени и с мъже. Първите ѝ четири секс сцени с мъже са във филма „Дани Даниълс: смелост“ („Dani Daniels: Dare“, 2012 г.) за компанията „Elegant Angel“. Тази компания също така продуцира филма само с лесбийски секс - „Дани“ („Dani“, 2012 г.), в който Даниълс участва във всяка една от сцените, а самият филм печели наградата на AVN през 2013 г. за най-добра продукция само с момичета.
През март 2014 г. участва с главна роля в петте части на филма на „Брейзърс“ – „The Whore of Wall Street“, който е порнографска пародия на филма „Вълкът от Уолстрийт“.
Даниълс се изявява и като режисьор на порнографски филми за компаниите „Filly Films“, „Penthouse Studios“, „Брейзърс“ и „Reality Kings“.
Печели титлите за момиче на месеца на „Twistys“ за юли 2011 г., на „Пентхаус“ за януари 2012 г. и на „Elegant Angel“ за март 2014 г.
През 2014 г. и 2015 г. е включена в списъците „Мръсната дузина: най-големите звезди на порното“ на телевизионния канал CNBC.

## Художник
Дани Даниълс се изявява и като художник. Тя създава своите произведения на изкуството с псевдонима Кира Лий (Kira Lee). В творбите си използва техниката поантилизъм, а нейният типографски стил е окачествен като уникален. Поради това самата тя е определяна като създателка на нов стил в изобразителното изкуство – типографски поантилизъм.
От 2 февруари до 4 март 2017 г. е представена първата ѝ самостоятелна изложба в Ню Йорк, наречена „Легенди и текстове“. Изложбата включва над 30 нови портрета на най-забележителните легенди на рок музиката, включително: Мик Джагър, Дейвид Бауи, Джери Гарсия, Бийтълс. Според мненията Даниълс, чрез своя типографски стил, създава любопитни реалистични интерпретации, като използва текстовете на песни.
Нейното изкуство е включено в изложби в Лондон, Маями, Ню Йорк, Лос Анджелис и Сан Диего.

## Личен живот
Даниълс също е и блогър.
Към януари 2016 г. тя посещава училище за пилоти.
Идентифицира се като бисексуална.

## Награди и номинации
Носителка на награди
- 2014: XBIZ награда за най-добра актриса във филм само с момичета – „Вампирската господарка“ („The Vampire Mistress“).[22]
- 2015: AVN награда за звезда в социалните медии.[23]
- 2015: AVN награда за най-добра сцена с групов секс само с момичета – „Аника 2“ („Anikka 2“) (с Аника Олбрайт и Карли Монтана).[23]
- 2015: AVN награда за най-добро соло/закачливо изпълнение – „Аника 2“ („Anikka 2“) (с Аника Олбрайт и Карли Монтана).[23]
- 2015: AVN награда за най-добра секс сцена с тройка (момиче/момиче/момче) – „Дани Даниълс по-дълбоко“ („Dani Daniels Deeper“) (с Аника Олбрайт и Роб Пайпър).[23]
- 2016: XBIZ награда за изпълнителка на годината.[24]
- 2016: XBIZ награда за най-добра секс сцена във винетна продукция – „Хайде да играем на доктор“ (с Луна Стар и Джони Синс).[24]
- 2017: XBIZ награда за кросоувър звезда на годината.[25]

Номинации
- 2013: Номинация за AVN награда за най-добра нова звезда.[26]
- 2014: Номинация за AVN награда за изпълнителка на годината.[27]
- 2015: Номинация за AVN награда за изпълнителка на годината.[28]
- 2015: Номинация за XBIZ награда за изпълнителка на годината.[29]